# لورينزو باتا
لورنزو باتا (من مواليد 23 مايو 2000) هو عداء إيطالي في سباقات 100 متر و200 متر، فاز بالميدالية الذهبية في 4 × 100 م تتابع في الألعاب الأولمبية الصيفية 2020 في طوكيو، اليابان. في عام 2021، حقق أفضل رقم شخصي قدره 10.13 تم تحديده في سافونا، حل محل مارسيل جاكوبس في مسافة 100 متر في تشورزو واحتل المركز الثاني في بطولة الفرق الأوروبية عند اختياره الأول في الفريق الإيطالي الأول، وحقق الأداء الإيطالي السابع على الإطلاق في مسافة 100 متر وفي نفس الوقت وصل إلى المركز 41 في التصنيف العالمي الموسمي.